# نصرت پرتوی
نصرت پرتوی(زاده ۲۸ بهمن ۱۳۱۶) بازیگر تئاتر و نمایشنامه‌نویس اهل ایران است. از وی به عنوان نخستین زن درام‌نویس ایران یاد می‌کنند.

## زندگی
وی دوره بازیگری را در هنرستان هنرپیشگی به سرپرستی مهدی نامدار و سپس اداره هنرهای دراماتیک به ریاست مهدی فروغ گذراند. وی ضمن نوشتن، بازیگری تئاتر را نیز دنبال نمود که باعث ورودش به گروه هنر ملی و همکاری با بزرگانی چون شاهین سرکیسیان، همسرش عباس جوانمرد و علی نصیریان شد. حضور در نمایش‌های تلویزیونی «ویلای یوکا» (عباس جوانمرد) و نمایش صحنه‌ای «آلونک» (کوروس سلحشور) بخشی از کارنامهٔ پربار او در دهه سی و چهل هستند. پرتوی خود نویسندهٔ برخی از نمایش‌هایی بود که در آن نقش آفرینی می‌کرد. آثاری مثل «تقلا» و «تیر شکسته» از آن جمله‌اند، اما شاید امروزه بیشتر از همه آثار مکتوب و حضورهای نمایشی پرتوی، تنها حضور سینمایی اش در فیلم «گوزنها» (ساختهٔ مسعود کیمیایی) در نقش فاطی در یادها و خاطره‌ها مانده باشد. نصرت پرتوی به همراه همسرش عباس جوانمرد در کانادا زندگی می‌کند. او همچنین خواهر محمد حسین پرتوی (تهیه کننده) و خالهٔ فیروزه ترجمی (همسر فیروز بهجت محمدی) و امیر ترجمی، که هر دو از عضو‌های قدیمی‌ گروه هنر ملی‌ بودند میباشد.

## بازیگری

### سینما
- گوزنها (۱۳۵۳)

### تئاتر
- خانه بی بزرگتر (۱۳۴۵ - نوشته فریده فرجام و کارگردانی جعفر والی؛ تماشاخانه سنگلج)
- عروسکها (۱۳۴۵ - بهرام بیضایی)
- سنگ و سرنا (۱۳۵۰ - نوشته بهزاد فراهانی و کارگردانی نصرت پرتوی؛ تماشاخانه سنگلج)